# Syriana
 Syriana és una pel·lícula geopolítica estatunidenca dirigida per Stephen Gaghan, estrenada el 2005. Ha estat doblada al català.
De la mateixa manera que el guió de la pel·lícula Traffic, Syriana és constituïda per diverses històries independents per tal de descriure una epidèmia global. Syriana es concentra precisament sobre la influència de la indústria petroliera, a través dels destins creuats d'un agent de la CIA (George Clooney), un expert en recursos energètics (Matt Damon), un mandatari (Jeffrey Wright), i un jove obrer pakistanès sense feina (Mazhar Munir) en un emirat del Golf Pèrsic.
El guió de Stephen Gaghan és una adaptació lliure de les memòries de Robert Baer, La Caiguda de la CIA (See No Evil). George Clooney és un dels productors de la pel·lícula.

## Argument
El gegant de l'energia Connex administra i controla importants jaciments de petroli en un país dirigit per la família al-Subaai. Tanmateix, el ministre d'afers exteriors, fill de l'emir al poder, el príncep Nasir (Alexander Siddig), firma un acord que autoritza una companyia xinesa a efectuar perforacions al seu país. Aquestes autoritzacions qüestionen els interessos de la indústria petroliera americana i del govern estatunidenc. Al mateix temps, una petita companyia petroliera de nom Killen aconsegueix obtenir l'exclusiva dels drets de perforació al Kazakhstan. Connex, que ha perdut els seus mercats, necessita els jaciments del petroli kazakh. Connex es fusiona amb Killen per compensar les pèrdues, i es converteix així en el cinquè grup petrolier mundial. Tanmateix, investigadors antitrust del ministeri de la justícia estatunidenc sospiten que aquesta fusió és marcada per la corrupció. El gabinet jurídic de Washington dirigit per Dean Whiting (Christopher Plummer) està encarregat d'aclarir l'assumpte, i la investigació és confiada a Bennett Holiday (Jeffrey Wright).

## Repartiment
- George Clooney: Bob Barnes
- Matt Damon: Bryan Woodman
- Jeffrey Wright: Bennett Holiday
- Alexander Siddig: Príncep Nasir Al-Subaai
- Kayvan Novak: Arash
- Amr Waked: Mohammed Sheik Agiza
- Christopher Plummer: Dean Whiting
- Chris Cooper: Jimmy Pope
- Robert Foxworth: Tommy Barton
- Nicky Henson: Sydney Hewitt
- Nicholas Reese Art: Riley Woodman
- Amanda Peet: Julie Woodman
- Steven Hinkle: Max Woodman
- Daisy Tormé: Rebecca
- Peter Gerety: Leland Janus
- William Hurt: Stan
- Saïd Amadis: Reza Reyhani
- Mark Strong: Mussawi

## Al voltant de la pel·lícula
- El rodatge va començar el 2 d'agost de 2004 i va tenir lloc a Annapolis, Baltimore, Washington i White Marsh als Estats Units, Casablanca al Marroc, Dubai als Emirats Àrabs Units, a Egipte i a Ginebra a Suïssa.
- L'actriu Greta Scacchi va interpretar el paper de la dona de Bob Barnes (George Clooney) i de la mare de Robby Barnes (Max Minghella), però va ser tallat al muntatge.
- Robert Baer, l'autor de La Caiguda de la Cia, en què es basa la pel·lícula, fa una petita aparició com a agent de seguretat de la CIA.
- A l'actriu Michelle Monaghan li van proposar de manera inicial un paper important, però en la prova de projeccions, el públic va trobar la pel·lícula massa llarga. Com el seu paper tenia a veure amb una intriga paral·lela, les escenes en qüestió van ser suprimides del guió.
- George Clooney es va ferir greument a la columna vertebral en el rodatge de l'escena de tortura. L'actor havia hagut d'engreixar-se més de 15 kg en un mes per tal d'interpretar aquest paper. La seva ferida li va suposar grans mals de cap i pèrdues de memòria. Va haver d'interrompre la promoció d'Ocean's Twelve. Va poder, malgrat tot, participar en la preestrena a Los Angeles tot i que es desplaçava llavors amb moltes dificultats. Després de la vesprada, va ser hospitalitzat i operat d'urgències una primera vegada, després una segona el dia de Nadal. Clooney va declarar més tard que aquest augment de pes va ser «una bonica bestiesa» (en anglès: « pretty stupid »). Fins i tot reconeixent anar millor, ha de portar regularment una cotilla. Julia Roberts el va entrevistar el febrer de 2007 per a una emissió especial Oscars d'Oprah Winfrey. Va reconèixer que els dos últims anys havien estat particularment llargs des del punt de vista de la seva salut i que va tenir la impressió d'envellir 10 anys de cop. Ha reconegut igualment que ja no agafaria tant de pes en tan poc de temps per a les necessitats d'un paper. L'actor va patir tant en aquesta època que va reconèixer el 2011 haver pensat alguna vegada en el suïcidi.
- Harrison Ford va ser preseleccionat inicialment per interpretar el paper de Bob Barnes (interpretat per George Clooney), però va refusar el paper, acte que lamentarà més tard (en una entrevista donada a la revista Empire Magazine, número de març de 2006). Harrison Ford ja havia refusat el paper (finalment interpretat per Michael Douglas) a Traffic, pel·lícula precedent escrita per Stephen Gaghan.

## Banda sonora
- Let Da Monkey Out, interpretada per Redman
- Chinatown, interpretada per Do Make Say Think
- Train, composta per Carmine Coppola
- Church Scene, composta per Carmine Coppola
- Wasp Nest, interpretada per The National

## Premis i nominacions

### Premis
- 2006. Oscar al millor actor secundari per George Clooney
- 2006. Globus d'Or al millor actor secundari per George Clooney

### Nominacions
- 2006. Oscar al millor guió adaptat per Stephen Gaghan
- 2006. BAFTA al millor actor secundari per a George Clooney
- 2006. Globus d'Or a la millor banda sonora original per Alexandre Desplat

## Polèmiques
- El títol fins i tot de la pel·lícula és polèmic. Segons Stephen Gaghan, director de la pel·lícula Syriana seria el nom de codi d'una «hipotètica remodelació política de l'Orient[2]» pels tàctics (think-tanks) de Washington. L'objectiu de Syriana sent de portar a configuració ideal d'un Gran Orient Mitjà per als interessos (petroliers) americans.[3]
- La pel·lícula ha aconseguit un gran nombre de crítiques pel missatge polític que vehicula (la majoria d'aquests crítics venen del Partit Republicà dels Estats Units). Segons Max Boot, periodista neoconservador que considera la pel·lícula «favorable al terrorisme», «el nom Syriana és el nom històric d'un projecte de Gran Síria, que reagrupa al voltant d'aquest país el Líban, Palestina i la Transjordania[4] ».
- Pax Syriana és igualment el nom donat al domini del Líban per Síria des de finals de la Guerra del Líban a l'assassinat de Rafik Hariri.[5]
- Àmpliament inspirada en les obres de Robert Baer, exagent de la CIA, la pel·lícula ha estat percebuda pels neoconservadors com «propaganda anti CIA», altres prefereixen veure-hi una defensa judicial per a la recerca de solucions alternatives al petroli de la regió. Ha estat retret al director de donar una cara humana als terroristes.
- Charles Krauthammer jutja que Ossama bin Laden no hauria dirigit millor aquesta pel·lícula «patològicament anti-americana[6]».